# 분노의 포도

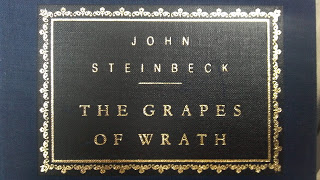

《분노의 포도》(영어: The Grapes of Wrath)는 뉴욕 타임스 기자이자 소설가였던 존 스타인벡이 1939년 발표한 소설이자 그의 대표작이다. 미국의 경제 대공황당시 은행에게 땅을 빼앗겨서 오클라호마주에서 캘리포니아주로 이주해야 했던 조드 일가의 삶을 다루었다. 1940년 소설 부문으로 퓰리처상을 수상하였다.

## 개요
《분노의 포도》는 대공황을 배경으로 하며, 가난한 소작인 가족인 조드 일가를 다루고 있다. 가뭄과 경제적 어려움, 그리고 농업환경의 변화로 인하여 쫓기듯이 집을 떠난다. 이 비참한 상황에서 그들은 수천명의 또다른 Okies(오클라호마 사람을 비하하는 표현)들과 함께 California's Central Valley에 자리 잡는다. 땅과 일자리와 존엄을 찾기 위해 말이다. 하지만 캘리포니아 주는 노동자에 대한 착취가 있는 고통의 땅이었다.
1939년 발표되었으며, 1940년 퓰리처 상을 수상하였다. 지주, 은행, 경찰의 노동자 탄압을 고발하여 발표당시 금서로 지정될만큼 거센 반발을 샀지만, 현재는 미국의 고등학교와 대학교의 문학시간에 많이 읽혀지는 작품이다. 이 작품은 1940년에 헨리 폰다 주연, 존 포드 감독의 영화로 제작되었지만, 그 결말은 책과 많이 다르다. 스타인벡은 《분노의 포도》를 그의 집에서 썼으며, 노동자들과 같이 노동을 한 경험을 소재로 하였다. 그의 집은 16250 Greenwood Lane이며, 현재는 California의 Monte Sereno에 위치해 있다.

## 줄거리
이야기는 톰 조드가 정당방위로 살인죄를 선고받고 수감된 맥알레스터 교도소에서 가석방된 직후 시작된다. 오클라호마주 샐리소 근처의 그의 집으로 히치하이킹을 하던 중 톰은 어린 시절부터 기억하던 전직 전도사 짐 케이시를 만나게 되고 둘은 함께 여행을 떠난다. 그들이 톰의 어릴 적 농장 집에 도착했을 때, 그들은 그것이 버려진 것을 발견한다. 당황하고 혼란에 빠진 톰과 캐시는 옛 이웃인 멀리 그레이브스를 만나게 되고, 멀리 그레이브스는 가족들이 근처에 있는 존 조드 삼촌의 집에 머물기 위해 떠났다고 말한다. 그레이브스는 은행들이 모든 농부들을 퇴거시켰다고 말했다. 그들은 이사를 갔지만, 그는 그 지역을 떠나기를 거부한다.
다음날 아침, 톰과 캐시는 존 삼촌네로 간다. 톰은 그의 가족이 남은 소유물을 트럭으로 개조한 허드슨 세단에 싣고 있는 것을 발견한다. 가족들은 캘리포니아에서 일자리를 구하는 것 외에 다른 방법이 없다고 보고 있다. 이 곳은 전단지에 생산적이고 높은 임금을 제공하는 것으로 묘사되어 있다. 조드 일가는 모든 것을 쏟아부었다. 오클라호마를 떠나는 것은 가석방 위반이지만, 톰은 위험을 감수할 가치가 있다고 판단하고 캐시를 자신과 그의 가족에게 초대한다.
66번 국도를 따라 서쪽으로 여행하던 조드 가족은 다른 이주민들로 붐비는 도로를 발견한다. 임시 캠프에서, 그들은 다른 사람들, 캘리포니아에서 돌아온 사람들로부터 많은 이야기를 듣는다. 그리고 그 단체는 캘리포니아가 실제로 제안된 것만큼 보람이 없을지도 모른다고 걱정한다. 가족의 수는 길을 가면서 줄어들었다. 할아버지가 길을 가든 도중에 죽어서 들판에 묻었고, 할머니는 캘리포니아주 경계 근처에서 죽었다. 노아는 임신한 조드의 딸인 샤론의 장미의 남편 코니 리버스와 함께 가족을 떠난다. 마가 이끄는 나머지 멤버들은 그들이 오클라호마에 아무것도 남겨 놓은 것이 없기 때문에 계속 갈 수 밖에 없다는 것을 깨닫고 간다.
캘리포니아에 도착했을 때, 그들은 주에서 노동력이 과잉 공급되고, 임금은 낮고, 노동자들은 기아에 처할 정도로 착취 당한다는 것을 알게 된다. 대기업 농가가 담합하고 영세 농가가 가격 폭락에 시달린다. 모든 경찰과 주 사법 당국은 재배자들의 편에 서 있다. 그들이 캘리포니아에 있는 후버빌 캠프에서 캐시는 도망치는 노동자를 쏘려고 하는 부보안관을 때려눕힌다. 그는 경찰관과 함께 여행하는 노동 모집원이 그가 약속한 임금을 지불하지 않을 것이라고 다른 사람들에게 경고한다. 뉴딜기관인 정착청이 운영하는 깨끗하고 공익시설 제공 캠프 중 하나인 위드패치 캠프는 더 나은 조건을 제공하지만 모든 어려운 가족들을 돌볼 만한 재원이 부족하고, 그들에게 일거리나 음식을 제공하지 않는다. 그럼에도 불구하고, 이 캠프는 연방 시설로서, 지역 의원들의 괴롭힘으로부터 이주민들을 보호한다.
착취에 대응하여 캐시는 노동 조직원이 되어 노동조합에 가입하려고 한다. 조드 부부는 복숭아 과수원에서 파업 파괴자로 일한다. 모든 사람들이 하루의 대부분을 고르기 때문에, 그들은 여전히 밤을 위한 기본적인 저녁 식사와 다음 날을 위한 약간의 음식을 제공할 만큼만 돈을 받는다. 다음날 아침 복숭아 재배 농장은 수확한 과일의 급여율이 절반으로 줄었다고 발표한다. 캐시는 폭력적으로 변하는 파업에 연루되어 있다. 톰은 케이시의 치명적인 구타를 목격하고 공격자를 죽이고 달아난다. 조드 부부는 과수원을 조용히 떠나 면화농장에서 일하는데, 톰이 살인 혐의로 체포되고 린치를 당할 위험에 처하게 되었다.
이 지역을 떠나거나 잡힐 위험이 있고 그의 가족이 일터에서 블랙리스트에 오른 것을 안 톰은 어머니에게 작별을 고하고 억압받는 사람들을 위해 일하겠다고 맹세한다. 나머지 가족들은 계속해서 목화를 따고 일당을 모아 음식을 산다. 마 조드는 변함없이 그 가족을 사별을 이겨내도록 강요한다. 겨울비가 내리면서 조드 부부의 집이 물에 잠기고 도로도 불통돼 고지대로 이동한다. 책의 마지막 장에서, 가족은 홍수를 피해 오래된 헛간으로 대피한다. 그 안에서 그들은 굶주림으로 죽어가는 어린 소년과 그의 아버지를 발견한다. 마는 그 남자를 구할 수 있는 유일한 방법이 있다는 것을 깨닫는다. 그녀가 샤론의 장미를 바라보는데 두 사람 사이에 침묵의 이해가 흐른다. 남자와 단둘이 남겨진 샤론의 장미가 그에게 다가가 모유를 마시게 한다.

## 같이 보기
- 르 몽드가 선정한 세기의 도서 100권